# Varicorhinus steindachneri
Varicorhinus steindachneri är en fiskart som beskrevs av Boulenger, 1910. Varicorhinus steindachneri ingår i släktet Varicorhinus och familjen karpfiskar. IUCN kategoriserar arten globalt som livskraftig. Inga underarter finns listade i Catalogue of Life.